# Farlesthorpe
Farlesthorpe – osada w Anglii, w hrabstwie Lincolnshire. Leży 50 km na wschód od Lincoln i 193 km na północ od Londynu.